# Muro de Aguas
Muro de Aguas es un municipio y localidad de España, en la comunidad autónoma de La Rioja. Limita al sur con la provincia de Soria, haciendo de frontera la sierra de Achena. Al norte se encuentra el monte de Peña Isasa, que, con una altura de 1456 metros, es la cima más alta de la sierra de Peñalmonte.
El término municipal de Muro de Aguas delimita con el de Arnedo y Préjano por el norte, con Villarroya por el este, con Cornago y San Pedro Manrique (Soria) por el sur y con Enciso por el oeste.
Forma ayuntamiento con la localidad de Ambas Aguas, que está situada a 6,6 kilómetros.

## Historia
El pueblo primitivo se encontraba en la colina alargada donde se encuentran los restos del castillo, posteriormente reutilizados en la iglesia de Santa María. Dos largos muros paralelos encerraban la única calle con casas a ambos lados. La piedra del antiguo poblado se aprovechó para construir fajas de cultivo y nuevas casas en la situación actual de la población.
Desde la Edad Media se explotaban minas de pirita, mineral también llamado «cantalobos» en la zona.
El 12 de junio de 1369, Muro de Aguas y Entrambas Aguas se añadieron al Señorío de Cameros.
En el catastro de 1751 a 1754 el municipio aparecía todavía ligado al Señorío de Cameros y reflejaba una población de noventa y cuatro vecinos cabezas de familia y dieciséis viudas.
Tras la desaparición de los señoríos, en 1811, adquirió el título de villa exenta de la provincia de Soria, hasta la creación de la provincia de Logroño el 30 de noviembre de 1833.

## Ambas Aguas
Ambas Aguas o Entrambas Aguas es una pequeña localidad perteneciente a este municipio. Dista unos 6,6 kilómetros del núcleo municipal. Tiene 6 habitantes.
Allí existe una explotación minera dedicada a la extracción de pirita. En el lecho del arroyo de Vallaroso pueden encontrarse piezas de este mineral.
En sus proximidades podemos encontrar yacimientos de icnitas debidamente señalizados, como el yacimiento de Valdeté, situado a dos kilómetros de Ambas Aguas y a cinco de Muro de Aguas.

## Economía

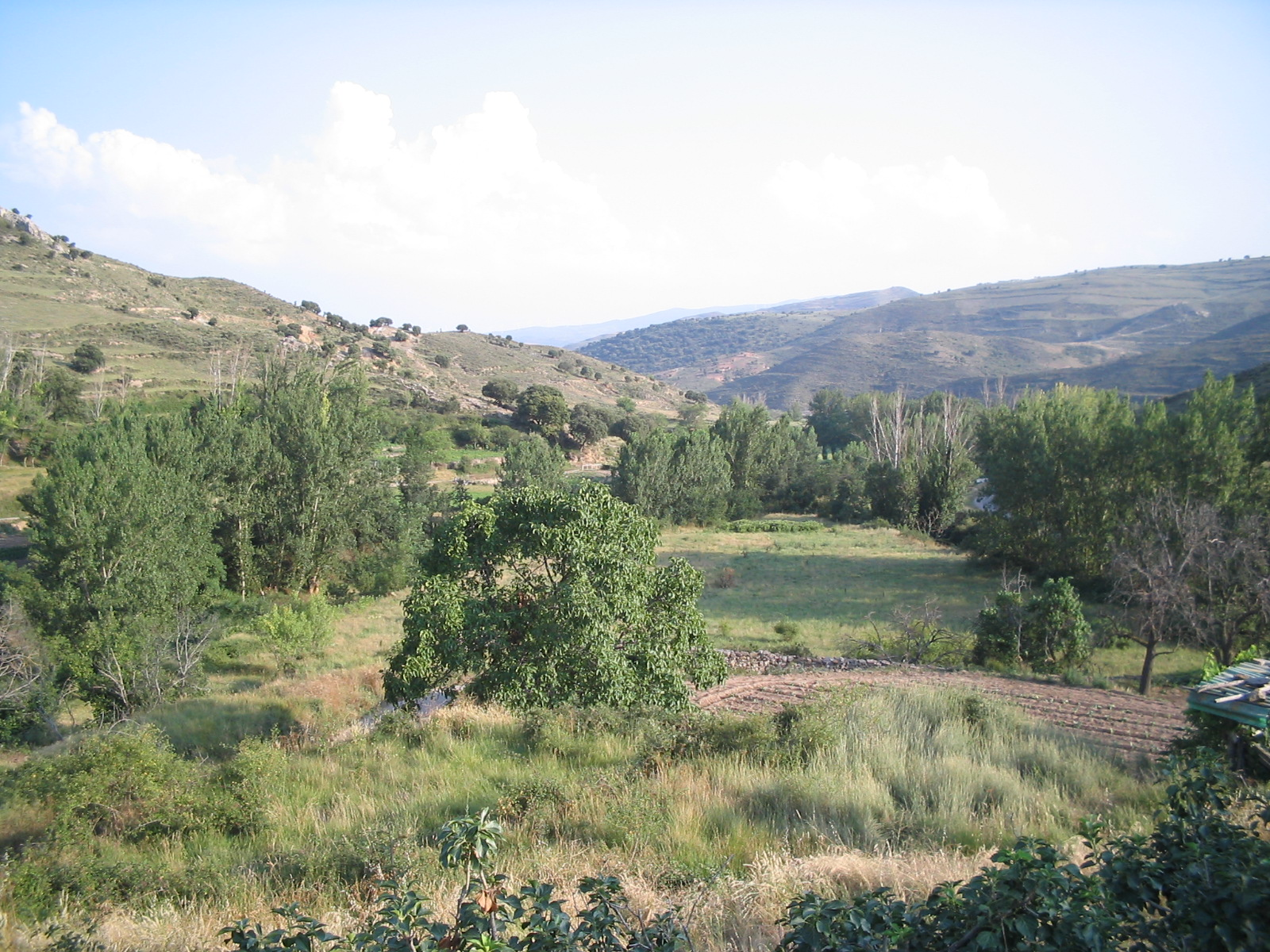
El Regadío, donde la gente del pueblo tiene sus huertas.

La economía en Muro de Aguas se basa principalmente en:
- Predomina la agricultura, destacando la producción de cereal, especialmente cebada y trigo, y por otra parte almendros y una huerta muy cuidada.
- La ganadería cuenta con unas 3000 cabezas de ganado ovino, aunque también hay un rebaño de cabras.[8]
- Se trabaja también la apicultura debido a la gran cantidad de romero, tomillo y espliego, además de haber numerosos manantiales.
- Hay tres fábricas, una de embutidos (Embutidos Ismael), otra de ajos pelados y envasados al vacío (Ajopel), y una de calzado y miel (aryute).

### Evolución de la deuda viva
El concepto de deuda viva contempla solo las deudas con cajas y bancos relativas a créditos financieros, valores de renta fija y préstamos o créditos transferidos a terceros, excluyéndose, por tanto, la deuda comercial.
Entre los años 2008 a 2014 este ayuntamiento no ha tenido deuda viva.

## Geografía humana

### Demografía
Cuenta con una población de 54 habitantes (INE 2024).
| Gráfica de evolución demográfica de Muro de Aguas entre 1842 y 2021                                                                                       |
| |
| Población de derecho según los censos de población del INE Población de hecho según los censos de población del INEEn este censo se denominaba Muro: 1842 |

Muro de Aguas siempre era un municipio medio de unos 700 habitantes, pero a principios de siglo XX sufrió como otros municipios de la zona como Grávalos o Villarroya, una fuerte emigración a América por la falta de oportunidades en el campo. A pesar de ello la población se mantuvo alrededor de las 600 personas gracias a que muchos trabajaban en las fábricas textiles y de calzado. Con la desaparición de dichas fábricas en década de los 60 (muchas de ellas se trasladaron a Arnedo que estaba mejor comunicado), y la poca rentabilidad del campo en esta zona, se produjo uno de los mayores éxodos de la población (en proporción a la población del municipio) que han ocurrido en La Rioja, junto con otros municipios de la zona como Villarroya.
Este hecho ha hecho que desde los años 80 en Muro de Aguas solo quede medio centenar de personas, que se han ido manteniendo hasta hoy, gracias a pequeñas industrias locales.

### Población por núcleos
Desglose de población según el Padrón Continuo por Unidad Poblacional del INE.
| Núcleos       | Habitantes (2014) | Varones | Mujeres |
| ------------- | ----------------- | ------- | ------- |
| Muro de Aguas | 53                | 33      | 20      |
| Ambas Aguas   | 3                 | 2       | 1       |

## Administración
| Periodo   | Nombre                   | Partido |
| --------- | ------------------------ | ------- |
| 2003-2007 | Pedro Juan Sanz Martínez | PP      |
| 2007-2011 | Pedro Juan Sanz Martínez | PP      |
| 2011-2015 | Pedro Juan Sanz Martínez | PP      |
| 2015-2019 | Pedro Juan Sanz Martínez | PP      |
| 2019-2023 | Pedro Juan Sanz Martínez | PP      |
| 2023-act. | Jaime Jiménez Jiménez    | PP      |

## Lugares de interés

### Edificios y monumentos

#### Fuente

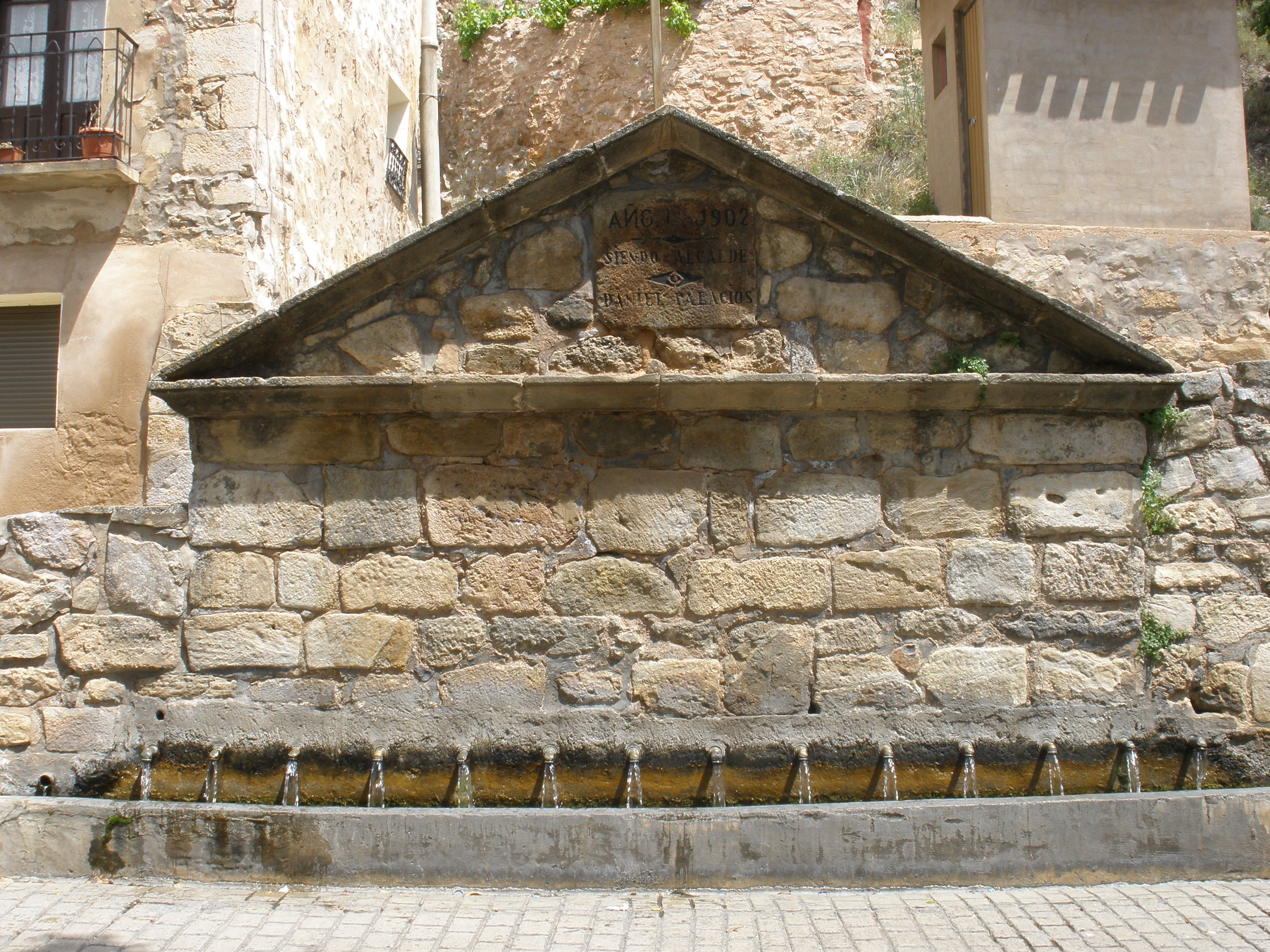
Vista frontal de la fuente

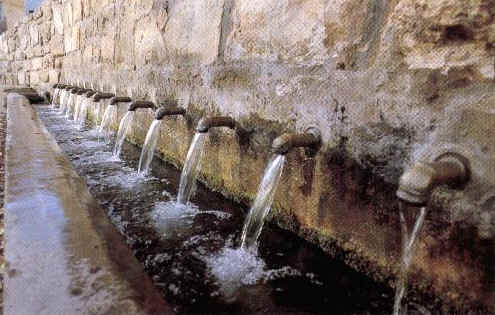
La fuente vista de cerca

La fuente fue construida en el siglo XVIII y reconstruida en 1902, siendo alcalde Daniel Palacios, según figura en la inscripción de la parte superior de aquella.
Tiene dieciséis caños por los que manan quince litros de agua por segundo todo el año. Con ella, los vecinos riegan sus cultivos, calman la sed y además da nombre al pueblo.
El agua proviene de un acuífero. La zona de calizas permeables tiene su menor cota topográfica en Muro de Aguas, por lo que es ahí donde sale el agua a la superficie.

#### Rollo o picota

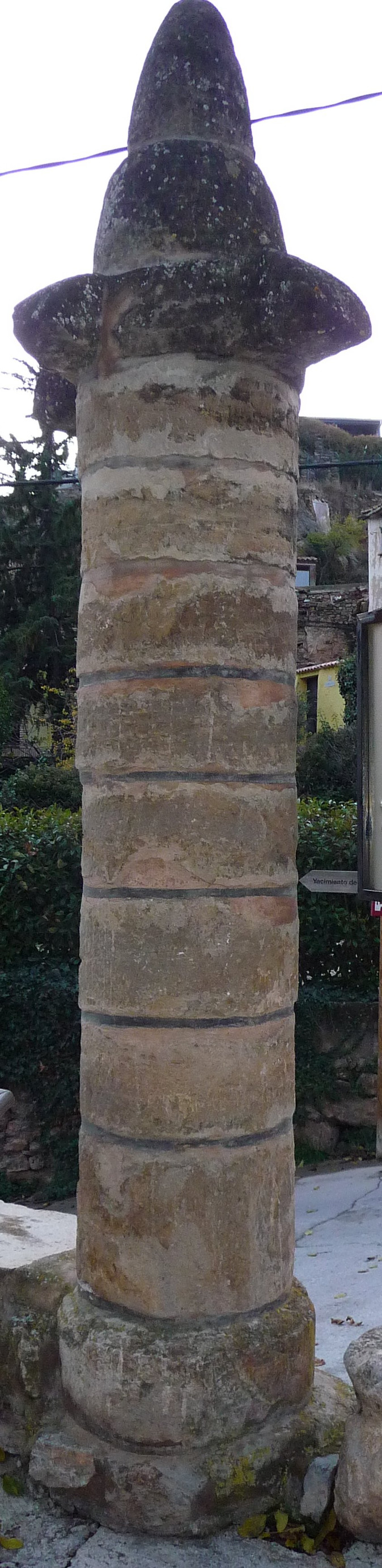
Rollo o picota

En un principio, este monumento estaba situado más arriba y más lejos del pueblo de lo que está actualmente. El traslado se realizó en el año 1955 y el topónimo donde se encontraba antes recibía el nombre de La Picota, aunque su nombre real es el Rollo.
Sobre una base cilíndrica de cuarenta centímetros de altura se eleva una columna compuesta por ocho tambores de tamaños desiguales y sobre este conjunto una coronación compuesta de tres cuerpos, el inferior del mismo grosor que los tambores, pero del que sobresalen cuatro brazos de unos 25 centímetros cada uno en las cuatro direcciones. Además, los superiores redondeados constituyen un casquete cónico. También los brazos del rollo presentan un redondeo por su parte superior. La altura del conjunto es de casi cuatro metros y el perímetro de la columna es de 1,82 metros. La rusticidad de la pieza ha sido acentuada probablemente por los desperfectos sufridos en su traslado, el ambiente en el que se encuentra ahora (a la sombra de un poderoso nogal) y la línea descendente de la coronación del mismo, lo que da al monumento más bien el aspecto de máquina que el de columna poderosa. Esto se explica porque cuando se construyó era una máquina de justicia para sujetar y reprimir las pasiones.

#### Crucero

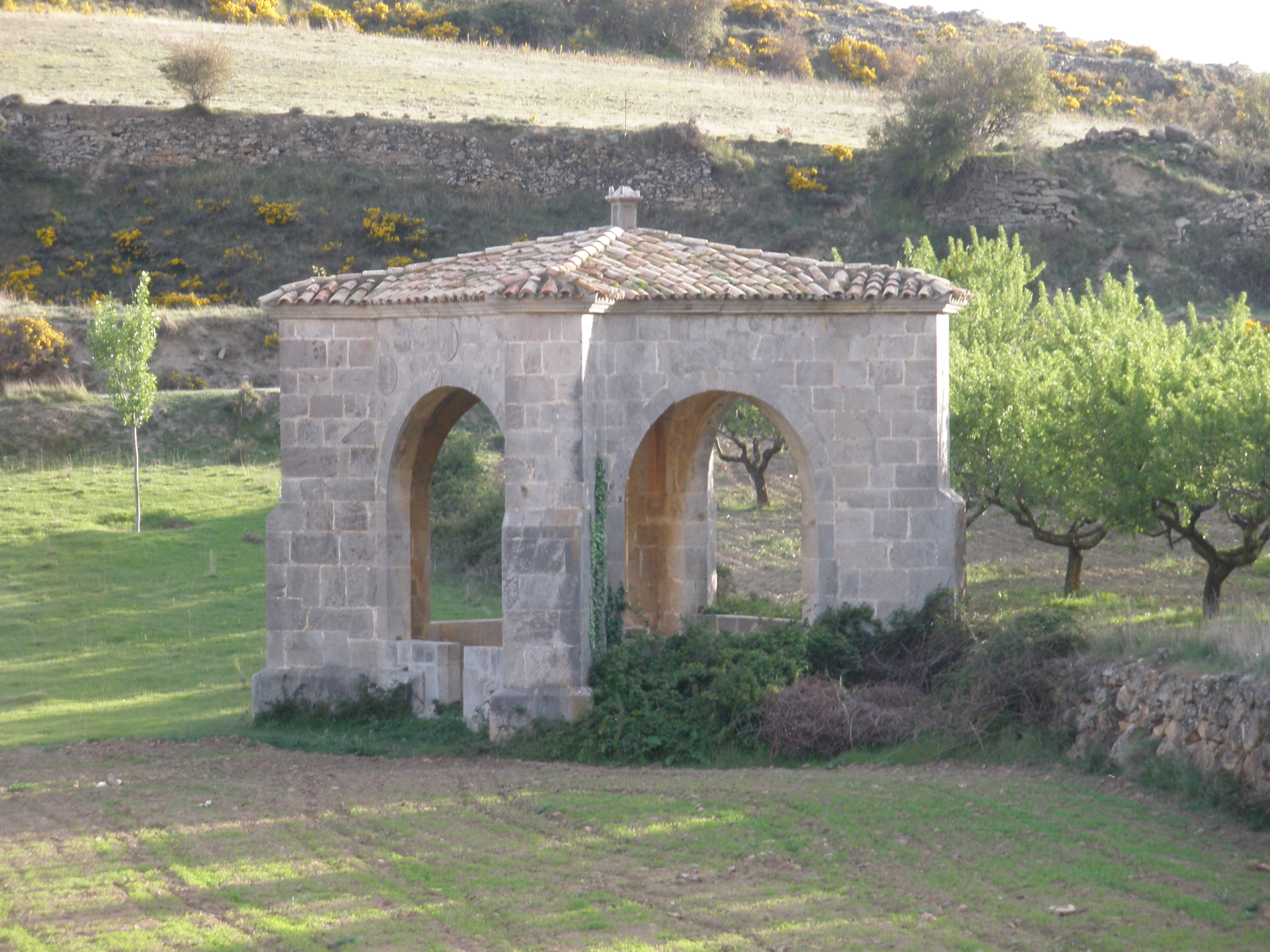
Crucero

En la salida hacia Ambas Aguas, se encuentra un templete de planta cuadrangular, formado por cuatro arcos de medio punto cerrados en bajo por zócalo y reforzados por estribos en diagonal. Estos cuatro arcos dan sujeción a una bóveda de aristas con nervios cruzados de ménsulas al intradós y tejado a cuatro vertientes. En su interior, sobre tres gradas poligonales, se encuentra una columna corintia en arenisca rematada por un crucifijo que parece ser de bronce romanista. En el zócalo sur aparece la inscripción «P. Sáenz de Muro me hizo. Año 1572».

#### Antigua iglesia de Santa María

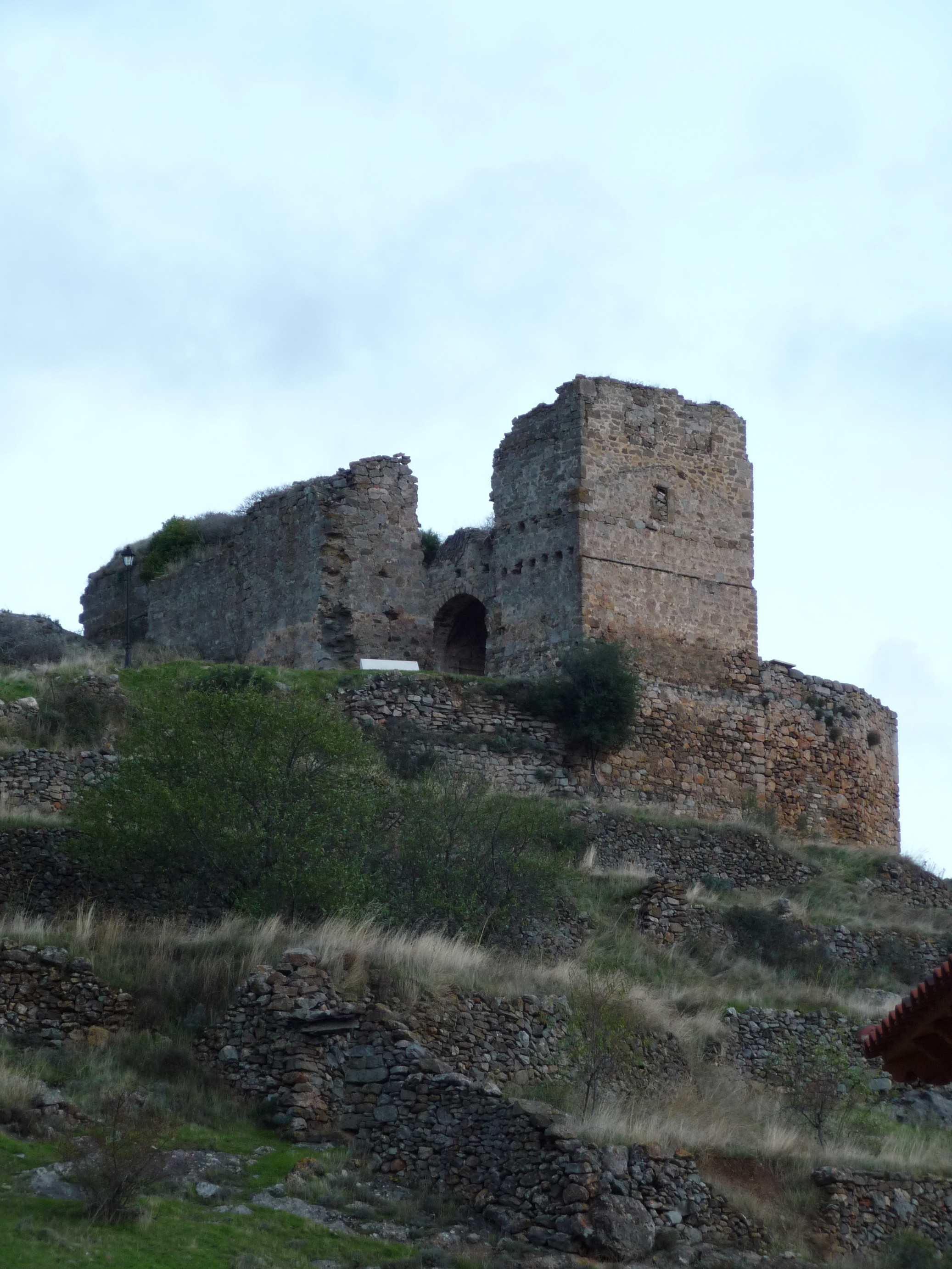
Antigua iglesia de Muro de Aguas

Está situada sobre el pico que domina el pueblo. Antes de convertirse en la antigua iglesia, en el siglo XVI, los tres muros que quedan formaban parte de la torre de un castillo. Esta torre era de grandes dimensiones y tenía una planta pentagonal.
Fue una nave en sillería y mampostería de cuatro tramos y cabecera rectangular, cubriéndose con bóvedas de crucería de terceletes sobre ménsulas, de las que se conserva todavía en la capilla mayor con su arco triunfal cajeado sobre pilastras también cejadas. A ambos lados se abrían capillas. Tuvo portadas a norte y sur en el último tramo. Debía ser del siglo XVI. Más tarde, se utilizó como cementerio. A unos 300 metros de estos restos se encuentran también los de dos paredes de una torre fuerte del siglo XV.
Con la construcción de la iglesia de Nuestra Señora de la Asunción en el siglo XVIII, ésta no se arregló más y ahora está en ruinas. 
Los habitantes de Muro de Aguas denominan este monumento como «castillo», debido a lo que fue en el pasado. Actualmente está iluminada las noches de agosto y la mayor parte de los fines de semana de todo el año.

#### Iglesia de Nuestra Señora de la Asunción

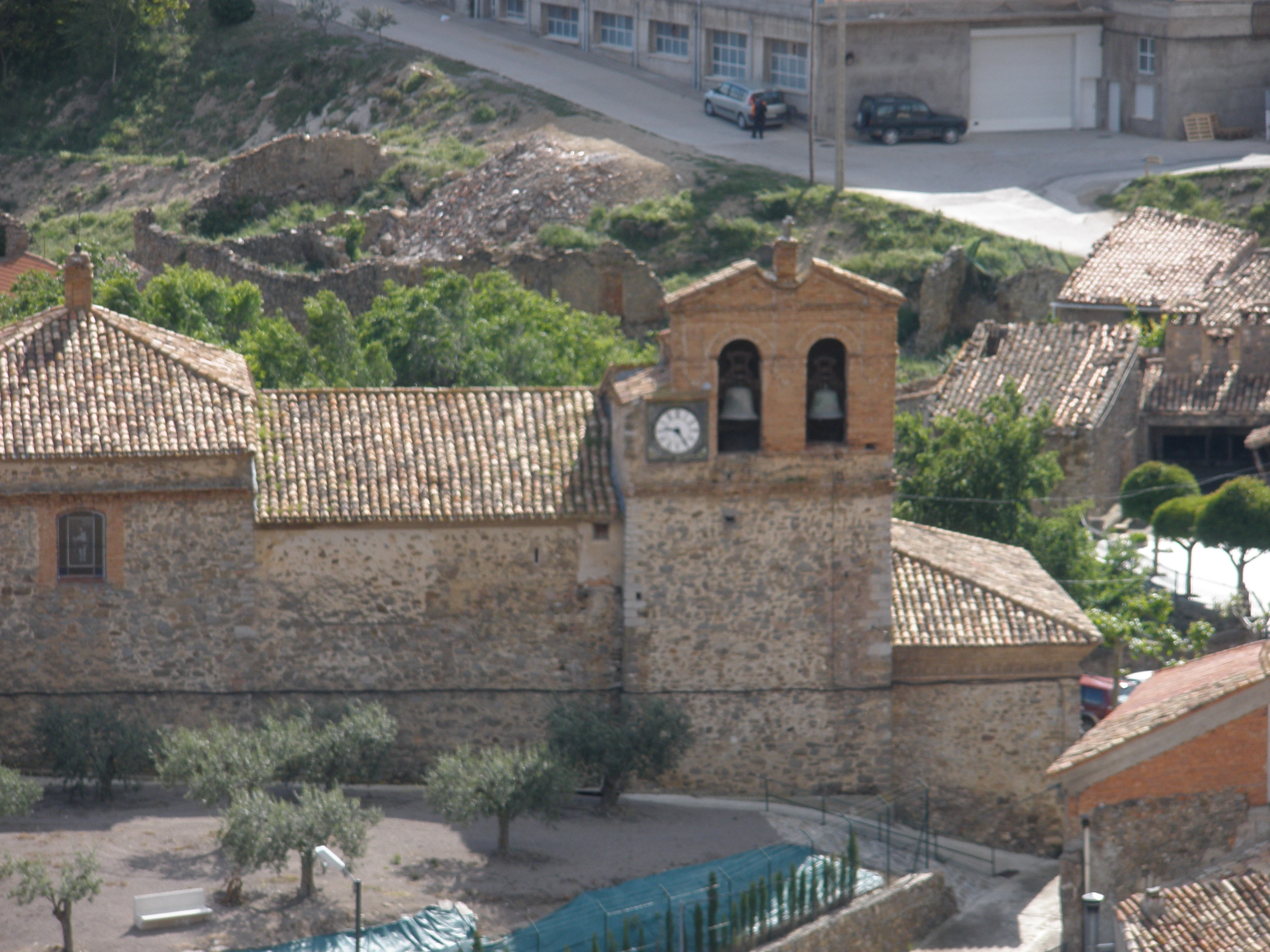
La iglesia de Nuestra Señora de la Asunción, de lejos

Es una construcción tardobarroca de la segunda mitad del siglo XVIII, que empezó a ser construida a partir de 1765, por José de Argos. Se pagaron los 15 000 reales que costó el 7 de enero de 1772. En 1799, Antonio de Orcos realiza el pórtico de esta iglesia siguiendo su propia traza (le pagaron 1710 reales; 1650 por su trabajo y 60 por desmontar el pórtico anterior y la torre vieja de la iglesia). Incluyendo materiales y mano de obra, el importe ascendió a 6170 reales y medio.
La iglesia es una construcción en mampostería y esquinazos de sillería de nave de tres tramos con capillas bajas entre los estribos, brazo de crucero y cabecera cuadrangular, con pilastras toscanas adosadas y arcos de medio punto soportando bóvedas de medio cañón con lunetos, excepto en el crucero que baída. A los pies, hay un coro de madera. La sacristía está cubierta con tres tramos. La torre, de planta cuadrada, tiene un cuerpo alto de ladrillo.
Cuenta con varios retablos, entre los que destaca el mayor con columnas salomónicas.

#### Ermita de San Millán

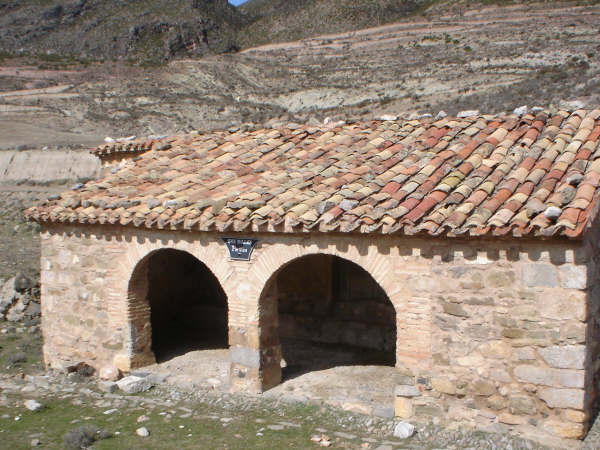
La ermita de San Millán

Situada a menos de un kilómetro del pueblo hacia el norte, en el camino que va a Ambas Aguas, es una construcción de mampostería con esquinazos de sillería de una nave rectangular cubierta con techumbre de madera, con ingreso de medio punto hacia los pies al sur, bajo un pórtico de tres huecos.
Parece una construcción de final de siglo XVI y está en la actualidad casi en ruinas. En 1971, en el interior había un retablillo de un cuerpo de tres calles y un ático con imagen titular de san Millán y tablas pintadas de San Millán venciendo al demonio, San Millán pastorcillo, San Millán con el dragón y San Millán con San Felices, en el cuerpo y calvario en el ático, todo ello de final de siglo XVI, de estilo romanista popular.

## Fiestas tradicionales y costumbres

### Conservadas
Son las que se vienen haciendo desde siempre y no se han perdido en la actualidad. Solo quedan tres, de las cuales las fiestas de Acción de Gracias son las más importantes:
El concurso de ranchos que se celebra en el puente del Pilar en el cual cada cuadrilla cocina un rancho con libre elección de ingredientes y al ganador se le da una ristra de chorizos.

#### La Cruz del Santo Cristo de Ambas Aguas

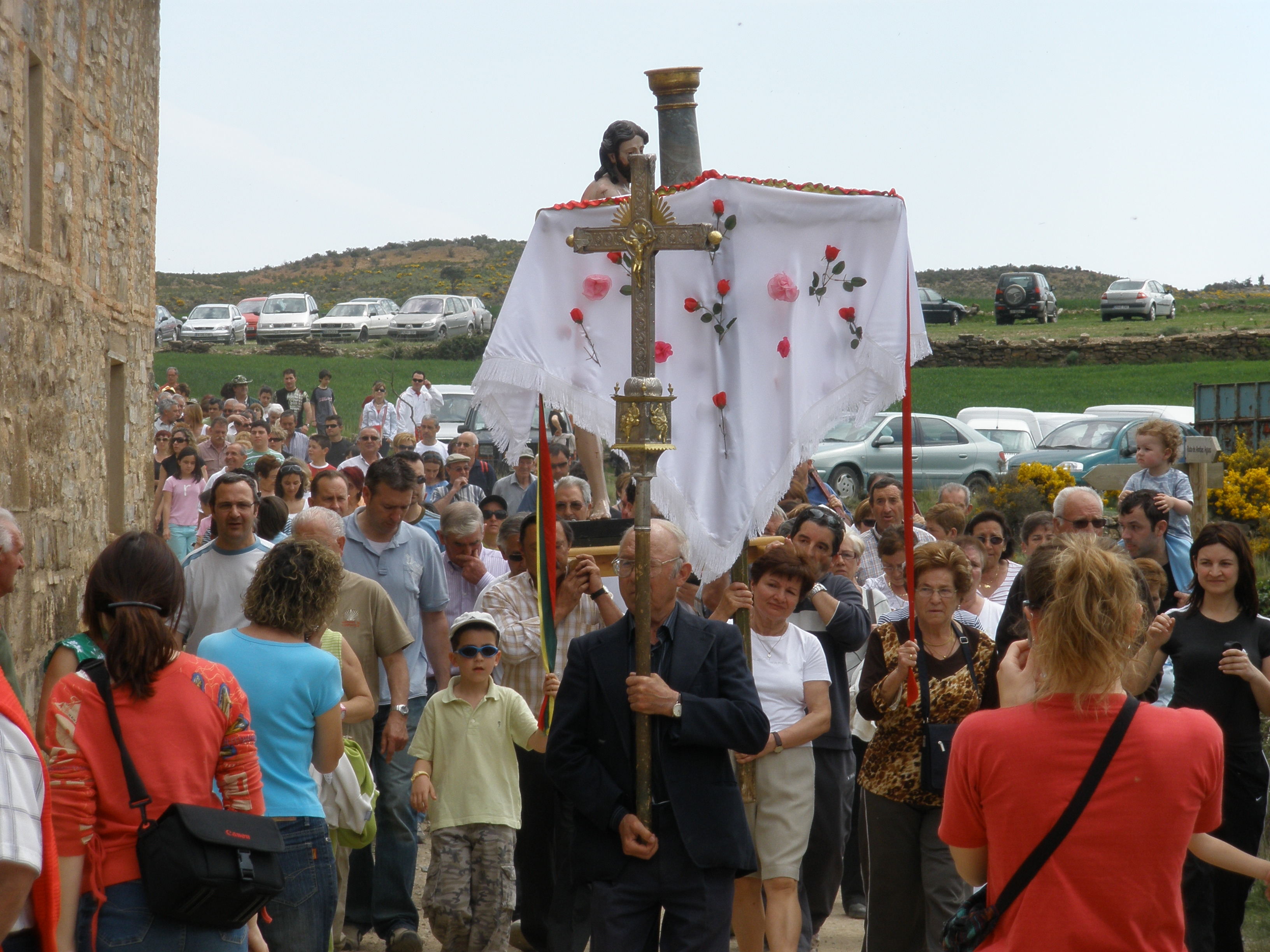
Romería de la Cruz, en Ambas Aguas

El primer domingo de mayo se celebra la fiesta de La Cruz (una imagen de Jesucristo sujeto por unas ligaduras a una columna, durante la flagelación). Consiste en una romería que parte en dirección a la ermita del Santo Cristo de Ambas Aguas, recorriendo unos cinco kilómetros por el camino de herradura. A la cabeza de la romería va la cruz y le sigue el sacerdote junto a dos monaguillos que llevan los ciriales, y por detrás, los feligreses portando algunos pendones. El sacerdote y los monaguillos de Ambas Aguas y los feligreses de su parroquia salen hasta el término de Porta Rubio, donde se realiza el saludo con el sacerdote y los monaguillos de Muro de Aguas, que consiste en el choque de las dos cruces (la cruz de Ambas Aguas y la de Muro de Aguas), simbolizando un beso. A partir de ahí, parten en procesión todos juntos, con los más jóvenes delante formando dos filas y cantando salmos.
Una vez en la ermita se celebra la Eucaristía, a la que acude un sacerdote que no es del pueblo para realizar la homilía, en la que se hablaba del Santo Cristo y se cantaba la misa de Pío Nono. Muy pocas personas acuden al Cristo durante todo el año para pedirle la cura de sus males, porque el cura cobraba tres pesetas. Cuando estas personas regresaban a sus pueblos, escribían dando gracias al Cristo por haberles curado a ellos su ganado. Actualmente esto se ha perdido.
Al terminar la Eucaristía, en la parte exterior de la ermita, en una gran plaza y a la sombra de unos árboles, se repartían treinta docenas de huevos cocidos, dándoles uno a cada uno, mientras que a los monaguillos se les daban dos, y el que había llevado la cruz recibía tres. Además se repartían seis cántaras de vino entre todos los hombres que quisieran. Esta costumbre fue variando con el tiempo. Ahora se entregan el vino y los huevos a todos. Cuando se acababan los huevos, había música en una era y cuando el tiempo no acompañaba se trasladaba la música a las escuelas. Los músicos eran de Cornago y tocaban una bandurria, la guitarra y el violín.

#### Fiestas de San Baudilio
Esta fiesta se celebraba antiguamente el día 20 de mayo, pero ahora se celebra el tercer domingo de este mes.
La víspera de la fiesta, los chicos y chicas del pueblo bajaban al Regadío del pueblo a cortar el mejor chopo que tenía el ayuntamiento; le quitaban la corteza para que quedara liso, y en la punta le dejaban una rama en la que ponían un gallo vivo. Una vez hecho esto, hincaban el chopo en el centro de la plaza. Después el joven que quisiera intentaba llegar al extremo del chopo. Muchos fallaban pero el que cogía el gallo ganaba un premio. Sobre las diez de la noche, en la plaza del ayuntamiento se preparaba y se encendían cohetes, tocaba la música y se bailaba. Por la mañana, se celebra una Eucaristía en la iglesia, pero antes se realiza una procesión con la imagen de San Baudilio alrededor de todo el pueblo.
Actualmente comienzan las fiestas con el disparo del cohete el viernes por la tarde. Las noches del viernes y del sábado hay verbena y degustación de pinchos de chorizo con vino. El domingo se celebra la procesión y misa por el patrón San Baudilio.

#### Fiestas de Nuestra Señora de la Asunción
El 15 de agosto es la fiesta de la patrona. 
Se organizan gran variedad de concursos y actos, como el torneo de pala, pelota mano, campeonato de mus, parchís, etc. Por las noches hay una verbena hasta la madrugada y degustaciones variadas. 

Otra de las tradiciones más esperadas es la denomina «calderada», en la que prácticamente todo el pueblo se pone el bañador, coge un cubo y se tira cubos de agua unos a otros por todo el pueblo, inclusive a los valientes que quieren cotillear y no hacen caso a las recomendaciones. Durante media hora aproximadamente.
El día 15 se realiza una procesión por las calles del pueblo y después se celebra la Santa Misa.

### Perdidas
Estas fiestas se han dejado de celebrar; algunas se celebraron por última vez hacia la década de 1970 y 1980, coincidiendo con el descenso de la población sufrido en la mayoría de los pueblos de España:

#### San Antonio de Padua
Esta fiesta en honor de San Antonio de Padua se celebraba el día 13 de junio. A este santo se le llevaban rosquillas, roscos, manzanas, miel..., que en la misa eran bendecidos por el sacerdote, y por la tarde, después del rosario, una persona contratada por el administrador subastaba los productos ya bendecidos debajo de un árbol situado frente a la iglesia y por ellos se ofrecía dinero o bien celemines de trigo.
El dinero que se recaudaba iba destinado a los gastos que hubiera durante el año, como para comprar velas, para lavar los manteles del santo, etc.

#### Romería al Santo Cristo
El 26 o el 27 de septiembre de cada año venían hasta la imagen del Santo Cristo personas que peregrinaban desde tierras de la Ribera Navarra y de la Rioja Baja. Esta romería la hacían con carros y caballerías hasta Muro de Aguas y a continuación hasta llegar a postrarse a los pies del Santo Cristo; unos lo hacían descalzos y otros de rodillas. Esta ofrenda era siempre cumplida por los peregrinos de esa zona.
Los habitantes del pueblo se divertían y pasaban un rato de ocio, especialmente los jóvenes, con los músicos del pueblo. Tocaban de oído y trataban de divertir a la juventud de aquella época. La ermita de Ambas Aguas, donde estaba la imagen del Santo Cristo, era velada por el ermitaño del mencionado pueblo. Éste recorría con una copia de la imagen original que existía en dicha ermita, con la que recaudaba limosnas de los que habían recibido beneficios del santo o porque simplemente eran creyentes. Estas limosnas consistían o en dinero o en cereales (especialmente trigo), con lo que atendía a los gastos de cera, ropa y demás necesidades de la imagen.

#### Echar las novias
El último día del año existía una costumbre que se llamaba «echar las novias», que consistía en hacer una lista con todos los chicos y chicas del pueblo. Se separaban unas papeletas con la misma cantidad de nombres masculinos que femeninos, se disponían en una caja y cada uno escogía una papeleta. Al día siguiente, año nuevo, era fiesta.
A las doce de la mañana se celebraba una Eucaristía y después de la misa, acompañado por la música, se saludaba a la novia, que era la chica cuyo nombre había aparecido en la papeleta el día anterior. Se pedía a los padres de ella la mano de su hija, y ellos invitaban al novio a comer unas pastas. Por la tarde había música hasta la noche y el novio bailaba con su novia.

## Dinosaurios

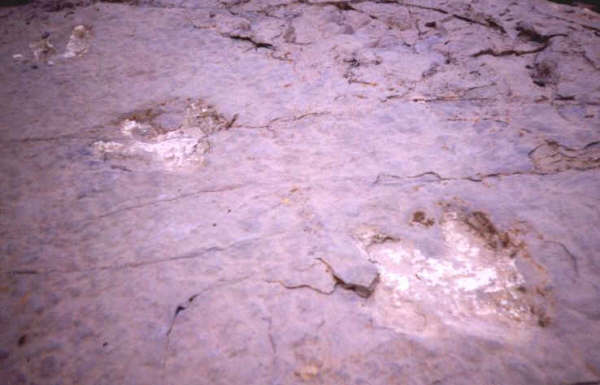
Huellas en el yacimiento del Chorrón del Saltadero

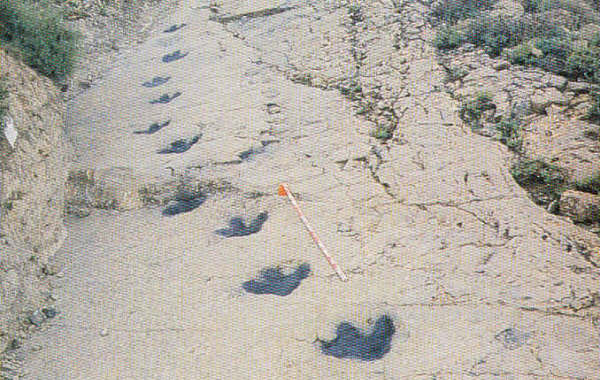
Yacimiento de huellas de dinosaurio de Valdeté

Durante el periodo Cretácico, La Rioja era una tierra poblada de dinosaurios. La Rioja estaba cubierta por bosques de árboles ignatos, húmedos e impenetrables, en los que vivían estas especies de animales que, en La Rioja, solo han dejado sus huellas marcadas en la roca.
Dentro del término municipal de Muro de Aguas se hallan varios yacimientos de icnitas, de los cuales los mejor conservados son:
- Yacimiento de Chorrón del Saltadero: situado en el barranco del Chorrón del Saltadero, se encuentra a 2,5 kilómetros del pueblo por el camino del regadío en dirección a Cornago. Aparecen en una gran placa con 40 grados de inclinación. Hay huellas aisladas y dos rastros que parecen cruzarse entre sí. Están muy mal conservadas. Se atribuyen a dinosaurios terópodos.
- Yacimiento de Perosancio: situado a 2,9 kilómetros del pueblo y a unos 100 metros del camino que conduce hacia Ambas Aguas, en el barranco que da nombre al yacimiento y es de difícil acceso. Se trata de cuatro huellas aisladas dejadas por un herbívoro de andar bípedo, en un pobre estado de conservación. Son de unos 40 o 50 centímetros de largo y se atribuyen a dinosaurios iguanodóntidos.[20]
- Yacimiento de Valdeté: está situado a 5 kilómetros del núcleo urbano en dirección hacia Ambas Aguas, en el límite con la jurisdicción del municipio de Préjano. Según los estudios realizados, este animal, cuando dejó sus huellas, estaba herido. Según aparece en la información al pie del yacimiento, la posición debió ser cuadrúpeda, aunque durante la marcha usaba únicamente las patas traseras. Se trata de un dinosaurio ornitópodo.